# Canariella
Canariella é um género de gastrópode  da família Hygromiidae.
Este género contém as seguintes espécies:
- Canariella hispidula
- Canariella leprosa
- Canariella pthonera